# Peter Endrulat
Peter Endrulat (* 10. August 1954 in Weidenau) ist ein ehemaliger deutscher Fußballtorwart.

## Karriere
Der aus dem Siegerland stammende Endrulat erlernte das Fußballspielen in der Jugend des VfB 07 Weidenau. Zu Beginn noch als Mittelfeld- oder Angriffsspieler eingesetzt, stand er schon bald aufgrund seiner Reaktionsschnelligkeit zwischen den Torpfosten und machte auch überregional auf sich aufmerksam. Von 1973 bis 1975 war er Ersatztorwart hinter Norbert Nigbur beim FC Schalke 04, wo er ein Bundesligaspiel absolvierte. In der Spielzeit 1975/76 wechselte er zur SpVgg Erkenschwick, und von 1976 bis 1978 war er bei Borussia Dortmund, für die er sechs Spiele in der Bundesliga bestritt.
Bekanntheit erlangte Endrulat am letzten Spieltag der Saison 1977/78. Borussia Dortmund verlor in Düsseldorf gegen Borussia Mönchengladbach mit 0:12. Dies ist bis heute die höchste Niederlage einer Bundesligamannschaft. Endrulat ist damit der Bundesligatorwart, der die meisten Gegentore in einem Spiel hinnehmen musste. Gleichzeitig war dies sein letztes von nur sieben Bundesligaspielen. Für Gladbach reichte es dennoch nicht zum Titelgewinn, aufgrund des besseren Torverhältnisses wurde der 1. FC Köln in dieser Saison Deutscher Meister.
Endrulat wechselte im Sommer 1978 zu Tennis Borussia Berlin. Er beendete beim SC Charlottenburg 1981 seine Profi-Karriere. Nach Abschluss der Spielerlaufbahn versuchte er sich im Amateurbereich, unter anderem bei Eintracht Haiger, als Trainer. Ab dem 1. Januar 2012 war Endrulat Trainer der Amateur-Fußballmannschaft SSV Dillenburg in der Gruppenliga (Kreisoberliga) Gießen-Marburg, Im April 2013 wurde er Trainer des damaligen Kreisligisten SG Gusternhain/Roth und war dort bis zum Ende der Saison 2013/2014 tätig.